# Inwalida wojskowy
Inwalida wojskowy – określenie osoby, która doznała trwałego uszczerbku na zdrowiu i została zaliczona do jednej z grup inwalidów wskutek inwalidztwa powstałego w czasie odbywania niezawodowej czynnej służby wojskowej w okresie pokoju lub w ciągu 3 lat od zwolnienia z tej służby, jeżeli inwalidztwo to jest następstwem chorób powstałych lub urazów doznanych w czasie odbywania służby wojskowej. Inwalida wojskowy to pojęcie różniące się od inwalidy wojennego, jakim jest obywatel polski biorący udział w działaniach wojennych w latach 1939-1945 w Wojsku Polskim, armiach sojuszniczych lub w oddziałach partyzanckich, a także rencisty wojskowego, tj. żołnierza zawodowego, którego inwalidztwo powstało w trakcie zawodowej służby wojskowej. 
Polscy żołnierze biorący udział w obecnie toczących się wojnach na świecie, którzy zostaną poszkodowani, doznając trwałego uszczerbku na zdrowiu podczas swojej służby, uzyskują status weterana poszkodowanego oraz dodatkowo, w zależności od pełnienia służby niezawodowej albo zawodowej, odpowiednio: inwalidy wojskowego albo rencisty wojskowego.
W obowiązujących w Polsce przepisach pojęcie „inwalidy wojskowego” nie obejmuje żołnierzy niezawodowych zwolnionych z czynnej służby wojskowej podczas pierwszych 6 tygodni jej odbywania z powodu choroby, jeśli powstała ona przed stawieniem się żołnierza do służby wojskowej i nie uległa pogorszeniu wskutek tej służby. W zależności od przyczyny powstania inwalidztwo może pozostawać w związku ze służbą wojskową albo bez związku z tą służbą. Do pierwszej z tych kategorii zaliczane jest inwalidztwo powstałe wskutek wypadków w rozumieniu przepisów o obronie Ojczyzny (do 2022 r. w rozumieniu odrębnych przepisów o świadczeniach odszkodowawczych przysługujących w razie wypadków i chorób pozostających w związku ze służbą wojskową); wskutek chorób zakaźnych panujących w miejscu służbowego pobytu żołnierza; wskutek chorób powstałych w związku ze szczególnymi właściwościami lub warunkami służby wojskowej lub wskutek istotnego pogorszenia stanów chorobowych w związku ze szczególnymi właściwościami lub warunkami służby wojskowej. Do kategorii przyczyn inwalidztwa wojskowego powstałego bez związku ze służbą wojskową zaliczane są wydarzenia niespełniające wyżej wymienionych kryteriów oraz takie, które powstały wskutek rażącego niedbalstwa, rozmyślnie (np. samookaleczenie) lub zawinione zostały przez żołnierza będącego w stanie nietrzeźwości.
Pojęcie „inwalidy wojskowego” pojawiło w aktach prawnych wydanych po II wojnie światowej; wcześniejsze przepisy definiowały tylko inwalidów wojennych.
Inwalidzi wojskowi (i wojenni), a także członkowie ich rodzin (współmałżonkowie i osoby pozostające na utrzymaniu), w świetle polskiego prawa (ustawa z dnia 29 maja 1974 r. o zaopatrzeniu inwalidów wojennych i wojskowych oraz ich rodzin) nabywają uprawnienia do rent, a także innych świadczeń, zależnie m.in. od stopnia inwalidztwa.